# Angélica pecado
 (срп. Анхеликин грех) венецуеланска је теленовела, продукцијске куће RCTV, снимана 2000.

## Синопсис
Иако су имали различите погледе на свет и нису могли да се сложе око управљања породичним хотелом, чланови породице Дел Авила нису били спремни на трагедију и све што је уследило након што је убијен Родриго Кордова, наследник богатог и моћног Дијега дел Авиле. Родриго је убијен у ноћи када је дон Дијего требало да саопшти ко ће бити нови директор хотела. Изненада, сви чланови породице бивају увучени у вртлог борбе за контролу, а усред сукоба појављује се млада Анхелика Родригез — има свега деветнаест година, долази са села и безнадежно се заљубљује у Марсела Кордову дел Авила, сина убијеног Родрига. Марсело је само наизглед срећан — иако је леп и богат, његово срце годинама је празно, јер му нико није пружио нежност која му је потребна. Зато има страх од праве љубави. Не знајући да добродушна Анхелика чека његово дете, он је напушта и одлази у престоницу да би оженио лепу и амбициозну Малену Ваљехо. Међутим, тај брак није склопљен из љубави, већ из користи, да би породице ојачале своју моћ и богатство. Анхелика креће у потрагу за Марселом и потпуно је сломљена када сазна да се оженио. Највећу подршку пружиће јој његов рођак Ерасмо, који је у ствари једини наследник велелепног хотела. Желећи да јој помогне да поврати Марселову љубав, Ерасмо уводи Анхелику у високо друштво, а да би јој осигурао новац и моћ, одлучује да се ожени њоме. Међутим, трагедија поново потреса породицу — Ерасмо дел Авила је убијен. Сви мисле да је дете које Анхелика чека у ствари његово, те да ће самим тим наследити хотел чим се роди. Анхелика мора да се суочи са бесом породице Дел Авила, док њен највећи непријатељ, убица који се скрива иза маске гаврана, покушава да уништи како њу тако и људе који је окружују. Док на све начине покушава да избегне смрт, Анхелика ће схватити да добро ипак може да победи зло, а да је љубав далеко моћнија од мржње.

## Улоге
| Глумац:               | Улога:       |
| --------------------- | ------------ |
| Данијела Алварадо     | Анхелика     |
| Симон Пестања         | Марсело      |
| Елен Абад             | Малена       |
| Хаиме Араске          | Ерасмо       |
| Алба Роверси          | Франциска    |
| Хилда Абрахам         | Ребека       |
| Хавиер Видал          | Уго          |
| Аманда Гутијерез      | Наталија     |
| Феликс Лорето         | Родриго      |
| Кармен Хулија Алварез | Олга         |
| Карлос Виљамизар      | Дијего       |
| Алби де Абреу         | Александер   |
| Саул Марин            | Хосе Торибио |
| Јолети Кабрера        | Дијана       |
| Маргарита Ернандез    | Роса Елена   |
| Карлос Ареаза         | Хуан Марија  |
| Елијана Лопез         | Тибисај      |
| Ивет Домингез         | Матилде      |
| Освалдо Маго          | Валентин     |
| Самуел Гонзалес       | Виктор       |
| Хуан Карлос Гарсија   | Паоло        |